# Bernabé Rivera
Bernabé Rivera ist eine Ortschaft im Norden Uruguays.

## Geographie
Bernabé Rivera liegt im nördlichen Teil des Departamento Artigas in dessen 4. Sektor südlich der Cuchilla Yacaré Cururú. In der Nähe befindet sich die Quelle des Cañada del Capón. Einige Kilometer südlich verläuft der Arroyo Tres Cruces Grande, nördlich der Arroyo Yacaré Grande. Nächstgelegene größere Ansiedlungen sind Topador im Osten, Paso Farías im Südwesten und Javier de Viana in südöstlicher Richtung.

## Geschichte
Am 26. Mai 1924 wurde Bernabé Rivera durch das Gesetz Nr. 7720 in die Kategorie „Pueblo“ eingestuft.

## Bildung
Bernabé Rivera verfügt mit dem am 15. Mai 1996 gegründeten Centro Educativo Integrado - Bernabé Rivera über eine weiterführende Schule (Liceo). Im Jahr 2008 wies die Schule eine Schülerzahl von 57 auf.

## Einwohner
Bernabé Rivera hat 380 Einwohner, davon sind 193 Männer und 187 Frauen (Stand: 2011).
| Jahr | Einwohner |
| ---- | --------- |
| 1963 | 688       |
| 1975 | 540       |
| 1985 | 461       |
| 1996 | 421       |
| 2004 | 524       |
| 2011 | 380       |

Quelle: Instituto Nacional de Estadística de Uruguay